# Ernst August Schwebel

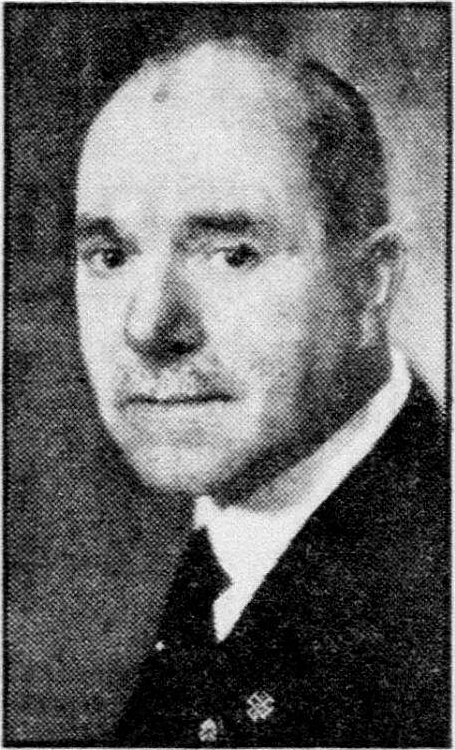
Ernst Schwebel

Ernst August Schwebel, auch Ernst-August (* 23. März 1886 in Winningen, Rheinprovinz; † 31. Oktober 1955 in Marburg) war ein deutscher Verwaltungsjurist und Richter.

## Leben
Schwebel studierte an der Kaiser-Wilhelms-Universität Straßburg Rechtswissenschaft. 1904 wurde er Mitglied des Corps Rhenania Straßburg. Er war Mitglied der Bekennenden Kirche.
Nach der Teilnahme am Ersten Weltkrieg wirkte er ab 1919 als Landrat im Kreis Meisenheim und ab 1924 im Kreis Marburg. Er war Unterzeichner des 1926 von Karl Ritter verfassten Berneuchener Buches und daraus hervorgehend Anfang Oktober 1931 Stiftungsmitglied des evangelischen Michaelsbruderschaft, woran eine Gedenktafel in der Kreuzkapelle der Universitätskirche Marburg mit den 22 Stiftern erinnert.
1927 wurde er zum Ehrensenator der Philipps-Universität Marburg ernannt, welche später explizit Schwebels Verhalten in der Zeit des Nationalsozialismus missbilligte. Politisch betätigte er sich von 1930 bis 1933 in der Konservativen Volkspartei unter Gottfried Treviranus und Kuno von Westarp. Als konservatives Parteimitglied beklagte er das Erstarken der NSDAP in seiner Region und sah sich auch Kampagnen der Partei, u. a. als vermeintlicher „Totengräber der Dreihäuser Basaltindustrie“, ausgesetzt. 1934 wurde er an das Preußische Oberverwaltungsgericht nach Berlin berufen. Sein Nachfolger im Kreis Marburg wurde Hans Krawielitzki.
Während der Deutschen Besetzung der Niederlande war er von 1940 bis 1945 Beauftragter des Reichskommissars Arthur Seyß-Inquart in der Provinz Süd-Holland und Den Haag in den besetzten Niederlanden. In dieser Position war sein Erster Mitarbeiter der spätere Celler Oberstadtdirektor Erich Eichelberg. Er war auch maßgeblich an den Operationen Manna und Chowhound Ende 1944 beteiligt.
Zugleich war er von 1942 bis 1945 Reichsrichter am Reichsverwaltungsgericht. 1945 nahmen ihn die Alliierten in Automatischen Arrest.
1948 wurde er in den Niederlanden von dem Vorwurf eines Kriegsverbrechens im Fall eines Standgerichtes 1944 in Delft freigesprochen. Der Alliierte Kontrollrat wertete seine Mitgliedschaft in der Bekennenden Kirche als Widerstand, obwohl die Unterlagen seiner Tätigkeit als Beauftragter des Reichskommissars keinen hinreichenden Ausschluss seiner Beteiligung an Kriegsverbrechen zulassen.
Er war Zeuge im Nürnberger Prozess gegen die Hauptkriegsverbrecher und wurde durch den Verteidiger seines ehemaligen Vorgesetzten Arthur Seyß-Inquart, Gustav Steinbauer, zu seinen Aktivitäten in den Niederlanden befragt und berichtete über die Zustände in den Niederlanden kurz vor Kriegsende, aber auch über die Unterredung von Seyß-Inquart mit General Walter Bedell Smith. Er berichtete von „Menschenfangaktionen“ (Wehrfähige ins Reich) und von Vorbereitungen für Verbrannte Erde in den Niederlanden. Seine Aussagen wurden als Fürsprache für die Unschuld Seyß-Inquart gewertet.
Sein Vorgesetzter Arthur Seyß-Inquart wurde zum Tode verurteilt und am 16. Oktober 1946 im Nürnberger Justizgefängnis hingerichtet. Schwebel wurde 1947 aus der Zeugenhaft entlassen und war von 1948 bis 1952 Geschäftsführer der Christlichen Nothilfe in Marburg.
Sein Schwager war Hans Dombois, mit welchem er zwischenzeitlich in Potsdam lebte und welcher ebenfalls aktiv in der Bekennenden Kirche war.